# 빅쿼리
빅쿼리(BigQuery)는 페타바이트급 이상의 데이터에 대해 스케일링 분석(필요시 실시간으로 컴퓨팅 자원을 동적으로 확장)을 가능케 하는 완전 관리형(fully-managed) 서버리스 컴퓨팅 데이터 웨어하우스이다. 빅쿼리는 2010년 5월 발표되었으며 2011년 11월 일반에 공개되었다.

## 설계
빅쿼리는 구글의 Dremel 기술에 대한 외부 접근을 제공하며 Dremel은 중첩 데이터를 분석할 수 있도록 확장가능하고 사용자입력이 가능한 쿼리 시스템으로 구성된다. 빅쿼리는 모든 요청에 대해 인증을 요구하며 수많은 구글 고유의 매커니즘과 OAuth를 지원한다.